# Veronica Paccagnella
Veronica Paccagnella (* 10. Dezember 1992 in Santa Margherita Ligure) ist eine ehemalige italienische Ruderin.

## Karriere
Veronica Paccagnella begann 2010 mit dem Rudersport. Bereits 2011 startete sie im Vierer ohne Steuerfrau bei den U23-Weltmeisterschaften. Mit Gaia Marzari, Laura Basadonna und Silvia Torsellini konnte sie hinter dem deutschen Boot die Silbermedaille gewinnen. 2012 trat sie mit Deborah Battagin im Doppelzweier bei den U23-Weltmeisterschaften an. Die beiden schafften es sich über den Hoffnungslauf für das Halbfinale A/B der besten 12 Boote zu qualifizieren. Mit dem sechsten Platz im Halbfinale verpassten sie das A-Finale aber deutlich. Im B-Finale belegten sie den fünften Platz und schlossen den Wettbewerb damit auf dem 11. Platz ab. Im September startete sie dann bei den Europameisterschaften im heimischen Varese. Mit ihrer Mannschaft aus dem Vorjahr trat sie dieses Mal aber nicht im Vierer ohne, sondern im Doppelvierer an. Die Crew um Gaia Marzari, Laura Basadonna, Veronica Paccagnella und Silvia Torsellini konnte sich in der neuen Bootsklasse nicht für das A-Finale qualifizieren. Mit dem dritten Platz im B-Finale belegten sie am Ende den neunten Platz.
Zu Beginn des Jahres 2013 wechselte sie wieder in den Riemen Bereich und ging bei den Europameisterschaften im italienischen Achter an den Start. Zusammen mit Benedetta Bellio, Giorgia Bergamasco, Federica Menegatti, Selene Gigliobianco, Erika Faggin, Irene Vannucci, Sabrina Noseda und Camilla Contini kam sie im Finale auf dem fünften Platz ein. Auch in diesem Jahr startete sie bei den U23-Weltmeisterschaften. Im Vierer ohne Steuerfrau fuhr sie zusammen mit Laura Basadonna, Selene Gigliobianco und Gaia Nencini als Dritte im B-Finale über die Ziellinie, was Platz neun bedeutete. Zum Abschluss der Saison erreichte sie im Einer den siebten Platz bei den Coastal-Weltmeisterschaften. 2014 wechselte sie zu den Europameisterschaften in den Doppelzweier. Zusammen mit Sara Magnaghi belegte sie den zweiten Platz im B-Finale, womit die beiden achte wurden. Beim dritten Ruder-Weltcup in Luzern belegte sie im Doppelvierer mit Benedetta Bellio, Alessandra Patelli und Gaia Palma den vierten Platz im B-Finale und damit insgesamt den 10. Platz. Bei den U23-Weltmeisterschaften ging sie dann wieder im Doppelzweier an den Start. Zusammen mit Eleonora Denich wurde sie Sechste im A-Finale. Bei den Weltmeisterschaften gewann sie im Einer das E-Finale und belegte damit den 25. Platz. Ein Jahr später startete sie erneut im Einer bei den Coastal-Weltmeisterschaften 2015. Dieses Mal belegte sie am Ende den sechsten Platz.

## Internationale Erfolge
- 2011: Silbermedaille U23-Weltmeisterschaften im Vierer ohne Steuerfrau
- 2012: 11. Platz U23-Weltmeisterschaften im Doppelzweier
- 2012: 9. Platz Europameisterschaften im Doppelvierer
- 2013: 5. Platz Europameisterschaften im Achter
- 2013: 9. Platz U23-Weltmeisterschaften im Vierer ohne
- 2013: 6. Platz Weltmeisterschaften im Doppelvierer
- 2013: 7. Platz Coastal-Weltmeisterschaften im Einer
- 2014: 8. Platz Europameisterschaften im Doppelzweier
- 2014: 6. Platz U23-Weltmeisterschaften im Doppelzweier
- 2014: 25. Platz Weltmeisterschaften im Einer
- 2015: 6. Platz Coastal-Weltmeisterschaften im Einer